# 라틴 그래미상

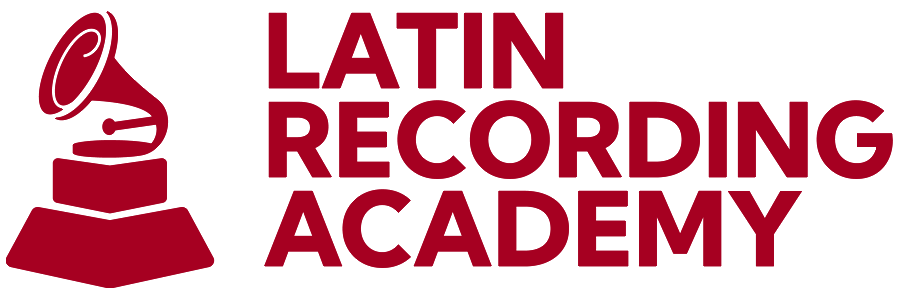

라틴 그래미상(Latin Grammy Award)은 미국의 음악상 중 하나로, 그래미상의 라틴 버전이다. 2000년 9월 13일 로스앤젤레스의 스테이플스 센터에서 처음 열렸다. 시상식은 초기에는 CBS에서 방영되었으나, 현재는 스페인어계 방송국 유니비전에서 방송되고있다.